# Leucophanes octoblepharioides
Leucophanes octoblepharioides là một loài rêu trong họ Calymperaceae. Loài này được Brid. mô tả khoa học đầu tiên năm 1827.